# گدزبی
گدزبی (به انگلیسی: Gaddesby) یک روستا و محله مدنی در بریتانیا است که در Melton واقع شده‌است. گدزبی ۷۶۲ نفر جمعیت دارد.